# Хвастов Руслан Юрійович
Русла́н Ю́рійович Хва́стов (13 лютого 1973) — український модельєр і художник по костюмах театру та кіно. Член Національної спілки кінематографістів України.

## Біографія
Народився в місті Одеса. Навчався в середній школі № 79, згодом деякий час — у одеському швейному училищі № 28 за фахом «кравець чоловічого та жіночого верхнього одягу». Закінчив школу дизайну ESMOD у місті Мюнхен, а згодом — магістратуру Хмельницького технологічного університету Поділля за спеціальністю «інженер-технолог швейного виробництва».
У 1990–1992 роках працював моделлю у Театрі мод. У 1993–1994 роках працював художником-модельєром у Домі актора, Одеса. У 1994–1995 роках — художник-модельєр і художній керівник студії моделей у фірмі «Геліос», Одеса. У 1995 році — художник-модельєр на підприємстві «Ксимекстур», Одеса. У 1996–1999 роках — художник-модельєр на підприємстві «Фієста» Спілки театральних діячів України, Одеса.
У 2000–2007 роках організовував у Одесі Міжнародний фестиваль моди «Пори року».
Працював художником по костюмах для спектаклів та кінофільмів, зокрема для стрічок Кіри Муратової, Єви Нейман і Юрія Стицьковського.
Переможець різноманітних міжнародних конкурсів модельєрів.
Майстер спорту з баскетболу.

## Фільмографія
- 2001 — «Другорядні люди» (режисер Кіра Муратова)
- 2002 — «Чеховські мотиви» (режисер Кіра Муратова)
- 2004 — «Настроювач» (режисер Кіра Муратова)
- 2004 — «Довідка» (короткометражний, режисер Кіра Муратова)
- 2005 — «Лялька» (короткометражний, режисер Кіра Муратова)
- 2006 — «Біля ріки» (режисер Єва Нейман)
- 2007 — «Два в одному» (режисер Кіра Муратова)
- 2008 — «Самотній янгол» (режисер Юрій Стицьковський)
- 2009 — «Мелодія для катеринки» (режисер Кіра Муратова)
- 2011 — «Дім з башточкою» (режисер Єва Нейман)
- 2011 — «Реальна казка» (режисер Андрій Мармонтов)
- 2012 — «Вічне повернення» (режисер Кіра Муратова)
- 2015 — «Пісня пісень» (режисер Єва Нейман)

## Нагороди
- 2003 — кінопремія «Ніка» у номінації «найкраща робота художника по костюмах» у фільмі Кіри Муратової «Чеховські мотиви».[4]
- 2003 — фіналіст конкурсу молодих дизайнерів «Погляд у майбутнє».[1]